# بي. كوبر
بي. كوبر (بالإنجليزية: B. Cooper)‏ هو رابر أمريكي، ولد في 11 مايو 1984 في فلورنس في الولايات المتحدة.

## وصلات خارجية
- بي. كوبر على موقع ميوزك برينز (الإنجليزية)